# Paweł Demirski
Paweł Demirski (n. 1979, Gdańsk) este un jurnalist și dramaturg polonez.
A studiat jurnalismul la Universitatea din Wrocław. Este autorul dramelor: „Nieprzytomnie”, „Skurwysyny”, „wBOGAMGNIENIU”, „From Poland with love”, „Wałęsa. Historia wesoła, a ogromnie przez to smutna”. Împreună cu Michał Zadara a scris Ifigenia. Nowa Tragedia și Tykocin.
Piesele lui au fost traduse în engleză, germană, rusă, ucraineană, română, sârbă.
În vara anului 2003 a participat la programul International Residency. Între anii 2003-2006 a fost manager literar la Teatrul Wybrzeże din Gdańsk.